# Крістіан Мініуссі
Крістіан Калос Мініуссі Вентурейра (ісп. Christian Carlos Miniussi Ventureira) — аргентинський тенісист, олімпійський медаліст. 
Бронзову олімпійську медаль Мініуссі виборов на Олімпіаді 1992 року, граючи в парі з Хав'єром Франою. У півфіналі аргентинська пара постутупилася німецькій. Гра за третє місце тоді не проводилася, і обидві пари, що програли в півфіналі, отримали бронзові медалі. 
Найвищу одиночну позицію світового рейтингу — 57 місце досяг 18 травня 1992, парну — 37 місце — 15 серпня 1988 року.
Здобув 1 одиночний та 5 парних титулів.
Найвищим досягненням на турнірах Великого шолома був чвертьфінал в змішаному парному розряді.
Завершив кар'єру 1995 року.

## Фінали турнірів ATP за кар'єру

### Одиночний розряд: 2 (1–1)
| Легенда                                       |
| --------------------------------------------- |
| Турніри Великого шлема (0–0)                  |
| Фінали Світового туру ATP (0–0)               |
| Фінали Світового туру ATP серії Мастерс (0–0) |
| Серія турнірів ATP (0–0)                      |
| Світова серія ATP (1–1)                       |

| Фінали за покриттям |
| ------------------- |
| Тверде (1–0)        |
| Ґрунт (0–1)         |
| Трава (0–0)         |
| Килим (0–0)         |

| Фінали за типом корту |
| --------------------- |
| Відкритий корт (1–1)  |
| Закритий корт (0–0)   |

| Результат | В-П | Дата     | Турнір              | Рівень        | Покриття | Суперник        | Рахунок              |
| --------- | --- | -------- | ------------------- | ------------- | -------- | --------------- | -------------------- |
| Перемога  | 1–0 | Лис 1991 | Сан-Паулу, Бразилія | Світова серія | Тверде   | Жайме Онсінс    | 2–6, 6–3, 6–4        |
| Поразка   | 1–1 | Лют 1992 | Масейо, Бразилія    | Світова серія | Ґрунт    | Томас Карбонелл | 6–7(12–14), 7–5, 2–6 |

### Парний розряд: 10 (5–5)
| Легенда                         |
| ------------------------------- |
| Турніри Великого шлема (0–0)    |
| Фінали Світового туру ATP (0–0) |
| Серія Мастерс ATP (0–0)         |
| Серія турнірів ATP (0–0)        |
| Серія ATP Інтернешнл (5–5)      |

| Фінали за покриттям |
| ------------------- |
| Тверде (0–0)        |
| Ґрунт (5–5)         |
| Трава (0–0)         |
| Килим (0–0)         |

| Фінали за типом корту |
| --------------------- |
| Відкритий корт (5–5)  |
| Закритий корт (0–0)   |

| Результат | В-П | Дата     | Турнір                  | Рівень        | Покриття | Партнер          | Суперники                            | Рахунок       |
| --------- | --- | -------- | ----------------------- | ------------- | -------- | ---------------- | ------------------------------------ | ------------- |
| Перемога  | 1–0 | Лют 1985 | Буенос-Айрес, Аргентина | Гран-прі      | Ґрунт    | Мартін Хайте     | Едуардо Бенгоечеа Дієго Перес        | 6–4, 6–3      |
| Поразка   | 1–1 | Вер 1987 | Барселона, Іспанія      | Гран-прі      | Ґрунт    | Хав'єр Франа     | Мілослав Мечирж Томаш Шмід           | 1–6, 2–6      |
| Поразка   | 1–2 | Тра 1988 | Мюнхен, Німеччина       | Гран-прі      | Ґрунт    | Альберто Манчіні | Рік Ліч Джим П'ю                     | 1–6, 6–3, 3–6 |
| Перемога  | 2–2 | Тра 1988 | Флоренція, Італія       | Гран-прі      | Ґрунт    | Хав'єр Франа     | Клаудіо Пістолезі Горст Скофф        | 7–6, 6–4      |
| Поразка   | 2–3 | Лип 1988 | Бордо, Франція          | Гран-прі      | Ґрунт    | Дієго Наргісо    | Йоакім Нюстром Клаудіо Панатта       | 1–6, 4–6      |
| Перемога  | 3–3 | Сер 1988 | Сен-Венсан, Італія      | Гран-прі      | Ґрунт    | Альберто Манчіні | Паоло Кане Балаж Тароці              | 6–4, 5–7, 6–3 |
| Поразка   | 3–4 | Жов 1988 | Палермо, Італія         | Гран-прі      | Ґрунт    | Альберто Манчіні | Карлос Ді Лаура Марсело Філіппіні    | 3–6, 5–7      |
| Перемога  | 4–4 | Вер 1989 | Барселона, Іспанія      | Гран-прі      | Ґрунт    | Ґуставо Луса     | Серхіо Касаль Томаш Шмід             | 7–6, 5–7, 6–3 |
| Поразка   | 4–5 | Сер 1991 | Сан-Марино, Сан-Марино  | Світова серія | Ґрунт    | Дієго Перес      | Хорді Арресе Карлос Коста            | 3–6, 6–3, 3–6 |
| Перемога  | 5–5 | Лип 1992 | Swedish Open, Швеція    | Світова серія | Ґрунт    | Томас Карбонелл  | Крістіан Берґстрем Магнус Густафссон | 6–4, 7–5      |

### Рекорди
| Турнір    | Рік  | Встановлений рекорд                      | З ким ділить |
| Сан-Паулу | 1991 | Переміг на турнірі ATP як щасливий лузер | Гайнц Ґюнтгардт Білл Скенлон Франсіско Клавет Сергій Стаховський Ражів Рам Леонардо Маєр Андрій Рубльов Марко Чеккінато Квон Сун-ву |

## Фінали ATP Челленджер і ITF Ф'ючерс

### Одиночний розряд: 6 (2–4)
| Легенда              |
| -------------------- |
| ATP Челленджер (2–4) |
| ITF Ф'ючерс (0–0)    |

| Фінали за покриттям |
| ------------------- |
| Тверде (0–0)        |
| Ґрунт (2–4)         |
| Трава (0–0)         |
| Килим (0–0)         |

| Результат | В-П | Дата     | Турнір              | Рівень     | Покриття | Суперник        | Рахунок       |
| --------- | --- | -------- | ------------------- | ---------- | -------- | --------------- | ------------- |
| Поразка   | 0–1 | Лип 1989 | Сантус, Бразилія    | Челленджер | Ґрунт    | Габріель Маркус | 2–6, 2–6      |
| Перемога  | 1–1 | Лют 1990 | Найробі, Кенія      | Челленджер | Ґрунт    | Пабло Аррая     | 2–6, 6–3, 6–4 |
| Перемога  | 2–1 | Лют 1990 | Найробі II, Кенія   | Челленджер | Ґрунт    | Менно Остінг    | 6–2, 7–6      |
| Поразка   | 2–2 | Кві 1990 | Ешторіл, Португалія | Челленджер | Ґрунт    | Тьєррі Тюлан    | 2–6, 2–3 ret. |
| Поразка   | 2–3 | Жов 1993 | Куритиба, Бразилія  | Челленджер | Ґрунт    | Гільберт Шаллер | 4–6, 0–6      |
| Поразка   | 2–4 | Лип 1994 | Познань, Польща     | Челленджер | Ґрунт    | Горст Скофф     | 7–6, 3–6, 4–6 |

### Парний розряд: 11 (5–6)
| Легенда              |
| -------------------- |
| ATP Челленджер (5–6) |
| ITF Ф'ючерс (0–0)    |

| Фінали за покриттям |
| ------------------- |
| Тверде (0–0)        |
| Ґрунт (5–6)         |
| Трава (0–0)         |
| Килим (0–0)         |

| Результат | В-П | Дата     | Турнір                   | Рівень     | Покриття | Партнер           | Суперники                            | Рахунок       |
| --------- | --- | -------- | ------------------------ | ---------- | -------- | ----------------- | ------------------------------------ | ------------- |
| Поразка   | 0–1 | Бер 1989 | Касабланка, Марокко      | Челленджер | Ґрунт    | Марсело Інгарамо  | Йозеф Чігак Марк Куверманс           | 4–6, 4–6      |
| Перемога  | 1–1 | Лют 1990 | Найробі, Кенія           | Челленджер | Ґрунт    | Едуардо Массо     | Жоао Кунья е Сілва Менно Остінг      | 3–6, 7–5, 7–6 |
| Поразка   | 1–2 | Бер 1990 | Каїр, Єгипет             | Челленджер | Ґрунт    | Едуардо Массо     | Томаш Анзарі Давід Рікл              | 3–6, 7–6, 5–7 |
| Перемога  | 2–2 | Кві 1990 | Порту, Португалія        | Челленджер | Ґрунт    | Едуардо Бенгоечеа | Хосе Клавет Франсіско Ройг           | 6–0, 6–3      |
| Перемога  | 3–2 | Сер 1991 | Червія, Італія           | Челленджер | Ґрунт    | Дієго Перес       | Жоао Кунья е Сілва Даніель Оршанік   | 6–3, 6–4      |
| Поразка   | 3–3 | Сер 1991 | Женева, Швейцарія        | Челленджер | Ґрунт    | Роберто Аргуельйо | Габричідзе Володимир Мартін Стршелба | 6–1, 3–6, 4–6 |
| Перемога  | 4–3 | Вер 1991 | Мерано, Італія           | Челленджер | Ґрунт    | Карлос Коста      | Йозеф Чігак Томаш Анзарі             | 6–3, 6–3      |
| Поразка   | 4–4 | Сер 1993 | Женева, Швейцарія        | Челленджер | Ґрунт    | Клаудіо Медзадрі  | Ян Апелль Ніклас Утґрен              | 4–6, 2–6      |
| Поразка   | 4–5 | Лют 1994 | Пунта-дель-Есте, Уругвай | Челленджер | Ґрунт    | Луїс Лобо         | Марсело Філіппіні Дієго Перес        | 7–6, 6–7, 6–7 |
| Поразка   | 4–6 | Чер 1994 | Фюрт, Німеччина          | Челленджер | Ґрунт    | Гастон Етліс      | Войтех Флегль Ендрю Флорент          | 6–7, 1–6      |
| Перемога  | 5–6 | Бер 1995 | Пунта-дель-Есте, Уругвай | Челленджер | Ґрунт    | Дієго Перес       | Лукас Арнольд Кер Патрісіо Арнольд   | 4–6, 7–5, 6–1 |

## Досягнення
| W | Ф | ПФ | ЧФ | #Р | КТ | К# | DNQ | A | NH |

### Одиночний розряд
| Турніри Великого шлему                 |     |     |     |     |     |     |     |     |     |        |      |     |
| Відкритий чемпіонат Австралії з тенісу |     | 1р  |     |     |     | К2р | 1р  |     |     | 0 / 2  | 0–2  | 0%  |
| Відкритий чемпіонат Франції з тенісу   | 3р  |     | 1р  |     | 1р  | 4р  | 1р  |     | К1р | 0 / 5  | 5–5  | 50% |
| Вімблдонський турнір                   |     |     |     |     | 1р  |     | 1р  |     |     | 0 / 2  | 0–2  | 0%  |
| Відкритий чемпіонат США з тенісу       |     |     |     |     |     |     | 1р  |     | К1р | 0 / 1  | 0–1  | 0%  |
| В-П                                    | 2–1 | 0–1 | 0–1 | 0–0 | 0–2 | 3–1 | 0–4 | 0–0 | 0–0 | 0 / 10 | 5–10 | 33% |
| Серія Мастерс ATP                      |     |     |     |     |     |     |     |     |     |        |      |     |
| Відкритий чемпіонат Маямі з тенісу     |     |     |     |     |     |     | 1р  |     |     | 0 / 1  | 0–1  | 0%  |
| Монте-Карло                            |     |     |     |     |     |     | 1р  |     |     | 0 / 1  | 0–1  | 0%  |
| Гамбург                                |     | 1р  |     |     |     |     | 1р  |     |     | 0 / 2  | 0–2  | 0%  |
| Рим                                    |     |     |     |     | 1р  | 3р  | ЧФ  |     |     | 0 / 3  | 5–3  | 63% |
| В-П                                    | 0–0 | 0–1 | 0–0 | 0–0 | 0–1 | 2–1 | 3–4 | 0–0 | 0–0 | 0 / 7  | 5–7  | 42% |

### Парний розряд
| Турніри Великого шлему                 |     |     |     |     |     |     |     |     |        |      |     |
| Відкритий чемпіонат Австралії з тенісу |     |     | 1р  |     |     |     | 2р  | 2р  | 0 / 3  | 2–3  | 40% |
| Відкритий чемпіонат Франції з тенісу   | 1р  |     |     | 2р  | 2р  | 2р  | 3р  | 1р  | 0 / 6  | 5–6  | 45% |
| Вімблдонський турнір                   |     |     |     |     |     | 1р  |     |     | 0 / 1  | 0–1  | 0%  |
| Відкритий чемпіонат США з тенісу       |     |     |     |     |     | 2р  |     | 1р  | 0 / 2  | 1–2  | 33% |
| В-П                                    | 0–1 | 0–0 | 0–1 | 1–1 | 1–1 | 2–3 | 3–2 | 1–3 | 0 / 12 | 8–12 | 40% |
| Серія Мастерс ATP                      |     |     |     |     |     |     |     |     |        |      |     |
| Відкритий чемпіонат Маямі з тенісу     |     |     |     |     |     |     |     | 1р  | 0 / 1  | 0–1  | 0%  |
| Монте-Карло                            |     |     |     |     |     |     |     | 1р  | 0 / 1  | 0–1  | 0%  |
| Гамбург                                |     | ЧФ  | 2р  |     | 2р  |     |     | 1р  | 0 / 4  | 4–4  | 50% |
| Рим                                    |     |     | 2р  |     |     | ЧФ  |     | 2р  | 0 / 3  | 4–3  | 57% |
| В-П                                    | 0–0 | 2–1 | 2–2 | 0–0 | 1–1 | 2–1 | 0–0 | 1–4 | 0 / 9  | 8–9  | 47% |